# Swingin’ on the Korner: Live at Keystone Korner

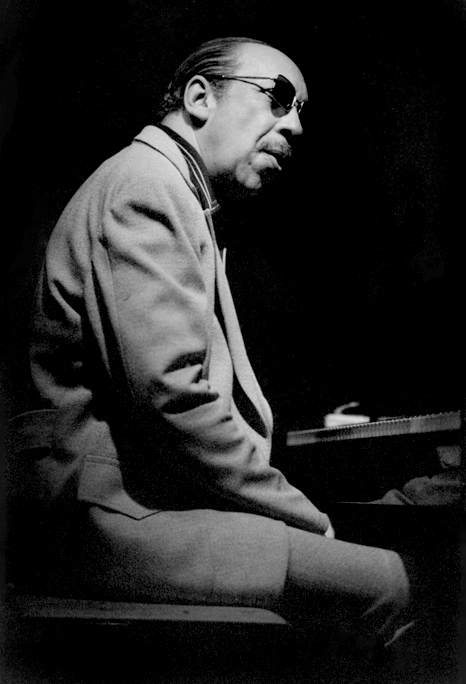
Red Garland

Swingin' on the Korner: Live at Keystone Korner ist ein Album von Red Garland. Es entstand in Triobesetzung mit dem Bassisten Leroy Vinnegar und dem Schlagzeuger Philly Joe Jones bei einem Auftritt am 6. Dezember 1977 im Jazzclub Keystone Korner in San Francisco. Die bislang unveröffentlichten Mitschnitte erschienen am 20. Dezember 2014 bei Elemental Music.

## Hintergrund
Nach der Veröffentlichung von When Skies Are Grey (Prestige, 1963) sollte es neun Jahre dauern, bis Red Garland eine weitere Platte veröffentlichte, nämlich The Quota (MPS, 1971). Die Rockmusik hatte Jazz als Amerikas populäre Musik abgelöst, und Garlands Jazzstil hatte seine frühere Beliebtheit eingebüßt. Der Gig in San Francisco war das einzige Mal, dass Vinnegar und Jones mit Garland ein Trio bildeten. Das 2-CD-Set (das auch als Download und 3-LP-Set erschien), wird von einem 44-seitigen Booklet ergänzt, das neue Artikel, Interviews und Essays von Nat Hentoff, Ira Gitler, Don Schlitten, Doug Ramsey, Benny Green, Kenny Washington sowie des Produzententeams Zev Feldman und Todd Barkan enthält. Hinzu kommen bislang unveröffentlichte Fotografien der Musiker, die von dem Keystone-Hausfotografen Tom Copi stammen.

## Titelliste
- The Red Garland Trio: Swingin’ on the Korner: Live at Keystone Korner (Elemental Music 5990527[3])
- CD 1
  1. Love for Sale, 11:45
  2. I Wish I Knew, 6:45
  3. It’s Impossible, 5:04
  4. Billy Boy, 9:30
  5. Dear Old Stockholm, 6:22
  6. If I’m Lucky, 5:40
  7. Blues In Bebop, 6:33
  8. On Green Dolphin Street, 6:58
- CD 2
  1. Straight No Chaser, 6:51
  2. On a Clear Day, 9:15
  3. The Christmas Song, 7:20
  4. The Best Things In Life Are Free, 8:55
  5. Never Let Me Go, 5:59
  6. Autumn Leaves, 8:58
  7. Bag’s Groove, 7:26
  8. It’s All Right With Me / The Theme, 15:33

## Rezeption
Matt R. Lohr meinte in JazzTimes, bei der Diskussion über die großen Pianisten des Jazz werde Red Garland normalerweise spät im Gespräch erwähnt, wenn überhaupt. Trotz seiner zentralen Bedeutung für das erste große Miles-Davis-Quintett, seiner Arbeit mit John Coltrane und seiner erfolgreichen Karriere als Trio-Leader habe Garlands Stern seit seinem Tod 1984 erheblich nachgelassen. Swingin’ on the Korner zeige jedoch, dass Garland einen größeren Platz im Pantheon verdiene. Die drei Musiker seien „in bester Verfassung, wenn sie ein Programm von Pop- und Jazzstandards ausarbeiten. Garland kombiniert klirrende Erroll Garner-Blockakkorde mit Momenten aus einzelnen Tönen wie in I Wish I Knew, und sein Gespür für melodischen Raum verleiht der obskuren Ballade If I Have Luck einen melancholischen Schmerz.“ Jones’ Snare-Bomben und Zischen Die Becken schlagen sich in Garlands harte Swing-Version von Bags’ Groove und Dear Old Stockholm solistisch nach vorn; sie „donnern, ohne dabei den Beat zu verlieren. Vinnegar beweist sich selbst als Meister des Walking-Stils in The best Things in Life Are Free, und er gibt On Green Dolphin Street eine solide Grundlage, während Garland das Feuer von einer der verführerischsten Melodien des Jazz entlockt.“
Die hier gesammelte Musik ignoriere die Veränderungen im Jazz seit Garlands Tagen mit Miles Davis, meint Lohr. „Wenn man sagte, diese Aufnahmen wären 1957 statt 20 Jahre später gemacht worden, würde man mit keiner Wimpern zucken. Aber wenn Musiker mit so viel Geschick und harmonischer Synchronität selbst die bekanntesten Standards beherrschen, kann Magie entstehen, und Swingin’ on the Korner ist ebenso zutiefst angenehm wie für die Wiederherstellung von Garlands Erbe.“
Michael Bailey schrieb in All About Jazz, William „Red“ Garland habe auf einer Reihe von Aufnahmen zwischen 1955 und 1962 Mainstream-Jazzklavier definiert, sowohl als Bandleader wie als Sideman. „Leicht erkennbar waren sein leichtes Swingen, die Beherrschung des Blues und sein freizügiger Einsatz von Blockakkorden, die zu einem Markenzeichen von Garland wurden. Der Pianist verankerte ein Klaviertrio mit dem Bassisten Paul Chambers und den Schlagzeugern Philly Joe Jones und Art Taylor, die den Inbegriff des Jazz darstellten.“ Die Empathie Garlands mit seinen Bandkollegen zeige sich in seiner entspannten und zuversichtlichen Interpretation während der zwei Stunden dokumentierten Musik. In den Balladen „Love for Sale“, „On Green Dolphin Street“ oder in „Autumn Leaves“ habe Garland diesen Stil im Griff. Er spiele dabei nicht auffällig, aber er finde immer Charlie Parkers „hübsche Noten“. Jones’ Schlagzeugspiel bei den Balladen sei „voller leiser Flammen und Vinnegars Bassspiel ist angemessen zurückhaltend.“ Wofür das Trio brenne, sei der Blues, meint der Autor. Vinnegar sei Genie des Walking Bass, das Tempo und Schwung wie ein Fänger bei der World Series lenken kann. Blues in Bebop, Straight, No Chaser und Bag’s Groove beginnen mit einem hohen Sieden, der zu einem vollen Brodeln übergeht. Die Klangqualität der Performance sind besser als erwartet, Vinnegars Bass liegt deutlich vor Garlands Klavier. Jones spielt mit diesem Feuer, das Miles Davis immer bewunderte. Red Garland wurde immer unterschätzt, während er immer Musik von gleichbleibend hoher Qualität und Wert für die amerikanische Diskographie produziert hat.
Matt Collar verlieh dem Album in AllMusic vier (von fünf) Sternen und meinte: „Dies ist ein hervorragender, swingender Jazz.“
2016 wurde das Album von der Jazz Journalists Association für die JJA-Awards in der Kategorie „Wiederveröffentlichung des Jahres (Reissue of the Year)“ nominiert.